# Nick Boddie Williams
Nick Van Boddie Williams (geboren am 23. August 1906 in Onancock, Virginia; gestorben am 1. Juli 1992 in South Laguna, Laguna Beach, Kalifornien) war ein amerikanischer Journalist und Autor eines Science-Fiction-Romans.

## Leben
Er war der Sohn des Anwalts John F. Williams und der Lehrerin Anne Williams, geborene McKown. Er studierte Altgriechisch an der University of the South in Sewanee, Tennessee, und danach Politikwissenschaft an der University of Texas, wo er 1929 mit dem Bachelor abschloss. Von 1927 bis 1929 arbeitete er für das Fort Worth Star Telegram, danach bis 1931 für den Nashville Tennessean. 1931 begann er als Redakteur für die Los Angeles Times zu arbeiten. 1958 wurde er dort Chefredakteur. 1972 ging er in den Ruhestand. Die positive Entwicklung des Ansehens der Zeitung wird teilweise ihm zugeschrieben. 1971 wurde er mit dem Distinguished Achievement Award der University of Southern California Journalism Association ausgezeichnet. 1981 erhielt er den Fourth Estate Award des National Press Club.
Neben seiner journalistischen Arbeit veröffentlichte er Erzählungen in verschiedenen Magazinen, außerdem den Science-Fiction-Roman Atom Curtain (1956), der als Der Atomvorhang auch ins Deutsche übersetzt wurde. Darin sind die USA 170 Jahre nachdem eine atomare Barriere sie vom Rest der Welt isolierte, auf eine steinzeitliche Kulturstufe zurückgesunken. Der Protagonist durchdringt die Barriere und findet dort die Liebe einer Höhlenfrau.
1931 hatte er Elizabeth Rickenbaker geheiratet, mit er drei Töchter und einen Sohn hatte. Sein Sohn Nick Van Boddie Williams Jr. wurde auch Journalist und Redakteur von The Times Sunday Magazine. Nach dem Tod seiner Frau 1973 heiratete er im gleichen Jahr Barbara Steele.
1992 ist Williams im Alter von 85 Jahren an den Folgen einer Lungenerkrankung gestorben.

## Bibliografie
Roman
- Atom Curtain (1956)
  - Deutsch: Der Atomvorhang. Moewig (Terra Extra #53), 1964.

Magazinbeiträge
- Better Element (1944)
- Black Eve (1945)
- Black Water (1944)
- Brother Emory and the Bishop (1946)
- A Drive Through the Country (1946)
- The Duchess (1938)
- Florry Was Hard to Get (1946)
- Great Day Coming Up (1952)
- Important to a Man (1948)
- Kentucky Code (1944)
- The Mule That Loined Brooklyn (1946)
- Off the Reservation (1946)
- Old Butch (1944)
- Out of Bondage (1947)
- A Pinch of Dynamite (1945)
- Riding High (1947)
- The Simple Life (1945)
- A Song for It (1947)
- The Terrible Morning (1946)
- “Think Big, Act Big!” (1947)
- What Comes out of Kansas (1944)
- When June Is Gone (1945)
- White Javelin (1946)